# Armando Wila
Armando Lenín Wila Cangá (San Lorenzo, 12 maggio 1985) è un ex calciatore ecuadoriano, di ruolo attaccante.

## Carriera

### Club
Ha giocato nella massima serie ecuadoriana, in quella messicana, in quella saudita e in quella peruviana.

### Nazionale
Il 17 maggio 2014 ha esordito con la nazionale ecuadoriana giocando l'amichevole pareggiata 1-1 contro i Paesi Bassi.

## Statistiche

### Cronologia presenze e reti in nazionale
| Cronologia completa delle presenze e delle reti in nazionale ― Ecuador | Cronologia completa delle presenze e delle reti in nazionale ― Ecuador | Cronologia completa delle presenze e delle reti in nazionale ― Ecuador | Cronologia completa delle presenze e delle reti in nazionale ― Ecuador | Cronologia completa delle presenze e delle reti in nazionale ― Ecuador | Cronologia completa delle presenze e delle reti in nazionale ― Ecuador | Cronologia completa delle presenze e delle reti in nazionale ― Ecuador | Cronologia completa delle presenze e delle reti in nazionale ― Ecuador |
| Data                                                                   | Città                                                                  | In casa                                                                | Risultato                                                              | Ospiti                                                                 | Competizione                                                           | Reti                                                                   | Note                                                                   |
| ---------------------------------------------------------------------- | ---------------------------------------------------------------------- | ---------------------------------------------------------------------- | ---------------------------------------------------------------------- | ---------------------------------------------------------------------- | ---------------------------------------------------------------------- | ---------------------------------------------------------------------- | ---------------------------------------------------------------------- |
| 17-5-2014                                                              | Amsterdam                                                              | Paesi Bassi                                                            | 1 – 1                                                                  | Ecuador                                                                | Amichevole                                                             | -                                                                      | 38’ 57’                                                                |
| Totale                                                                 |                                                                        | Presenze                                                               | 1                                                                      |                                                                        | Reti                                                                   | 0                                                                      |                                                                        |

## Palmarès

### Club

#### Competizioni nazionali
- Campionato saudita: 1

Al-Nassr: 2014-2015

### Individuale
- Capocannoniere del campionato ecuadoriano: 1

2014 (20 reti)